# タルヌ県
タルヌ県(タルヌけん、Tarn)は、フランスのオクシタニー地域圏の県である。タルヌ川がその語源である。

## 歴史

タルヌ県の地図

フランス革命後の1789年12月22日に法令が施行され、1790年3月4日にかつてのラングドック州から分割されて誕生した。県内のカトリック教会の司教座は、アルビとカストルに置かれている。エロー県とカントンの交換を行い、アングレ（サン＝ポン司教区管内）はタルヌに、サン＝ジェルヴェ＝シュル＝マル（カストル司教座管内）がエローに移った。

## 地理
アヴェロン県、エロー県、オード県、オート＝ガロンヌ県、タルヌ＝エ＝ガロンヌ県と接している。
タルヌ川は、丘陵の多い県中央部を流れ、谷と平野をつくる。南部は岩がちな山地、ノワール山地（fr）である。

## 人口統計
| 1968年  | 1975年  | 1982年  | 1990年  | 1999年  | 2006年  | 2007年  |
| ------- | ------- | ------- | ------- | ------- | ------- | ------- |
| 332 011 | 338 024 | 339 345 | 342 723 | 343 402 | 365 337 | 369 188 |

出典:SPLAF、2006年および2007年はINSEE

### 主なコミューン
人口5000人以上のコミューンは以下のものである
| コミューン     | 人口 2009 | 変遷 2007/1999 | コミューン       | 人口 2009 | 変遷 2007/1999 |
| -------------- | --------- | -------------- | ---------------- | --------- | -------------- |
| アルビ         | 48,916    | 5,6 %          | マザメ           | 9,995     | -4,6 %         |
| カストル       | 42,314    | == -0,2 %      | サン・シュルピス | 8,091     | 58,4 %         |
| ガヤック       | 13,293    | 16,9 %         | サン・ジュエリ   | 6,797     | 6,2 %          |
| グロレ         | 11,995    | -5,1 %         | オシヨン         | 6,459     | -2,8 %         |
| ラヴォール     | 10,148    | 17,5 %         | ラブリュギエール | 6,123     | 7,6 %          |
| カルモー       | 10,116    | == 0,4 %       |                  |           |                |
| Source : Insee |           |                |                  |           |                |

## 経済
医薬品・化粧品大手のピエール・ファーブル社（fr）がカストルやアルビに工場を持つ。

## ワイン
県の北西部でAOCワインガヤックが生産されている。赤・白・ロゼ・甘口の白・スパークリングワインがある。その他に、ヴァン・ド・ペイの生産も多い。

## ギャラリー

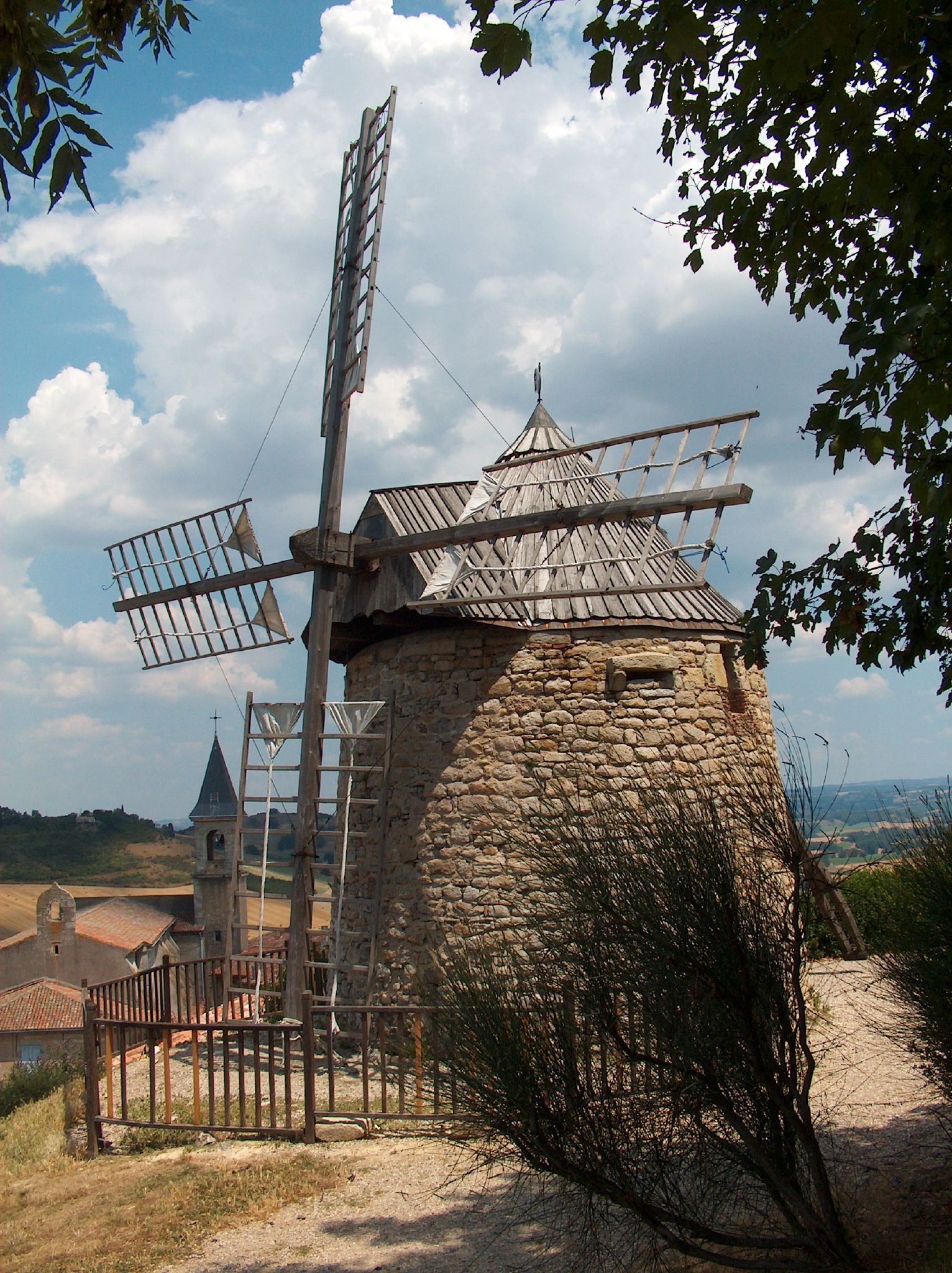
ロートレックの風車
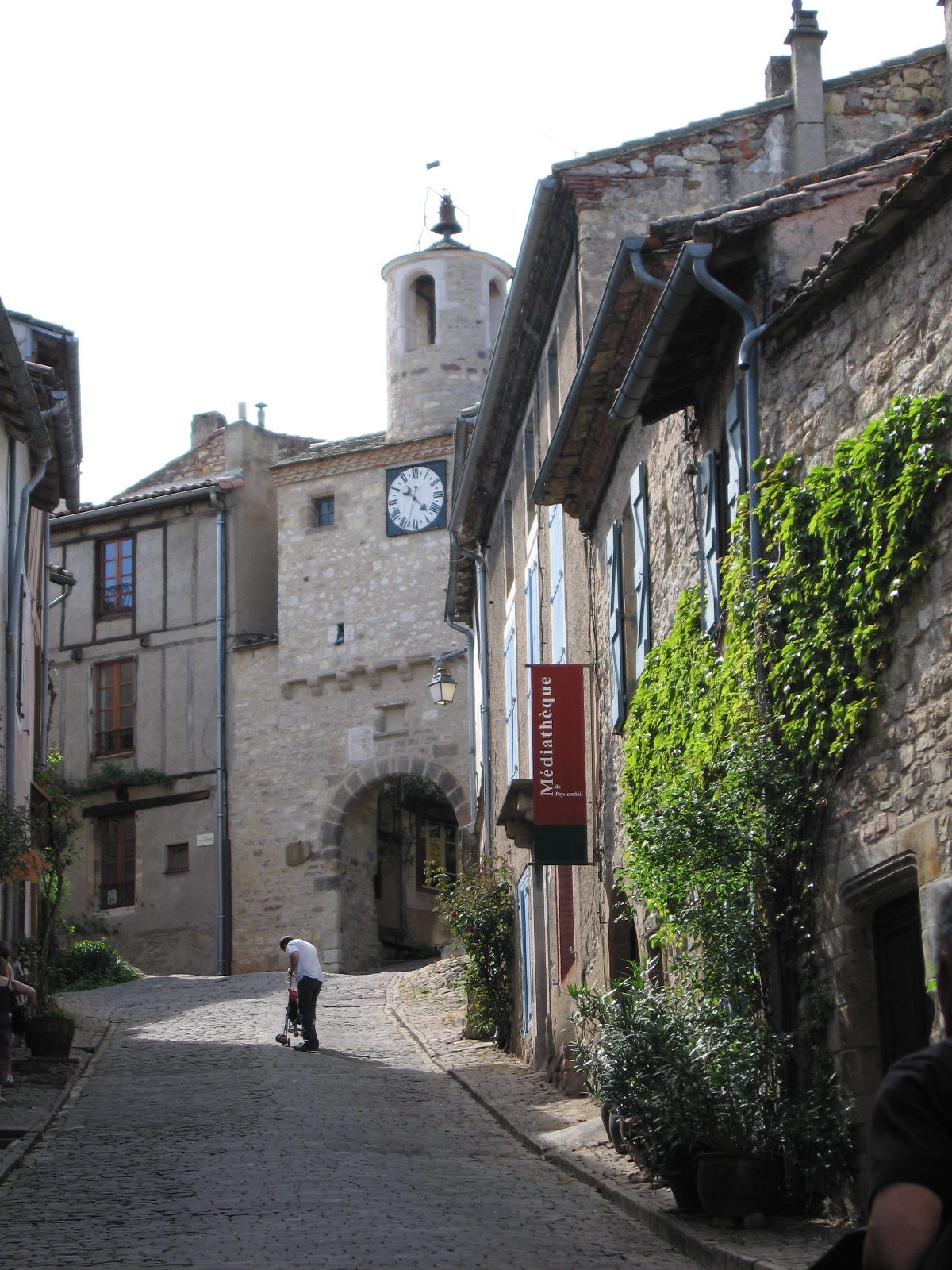
コルド＝シュル＝シエル
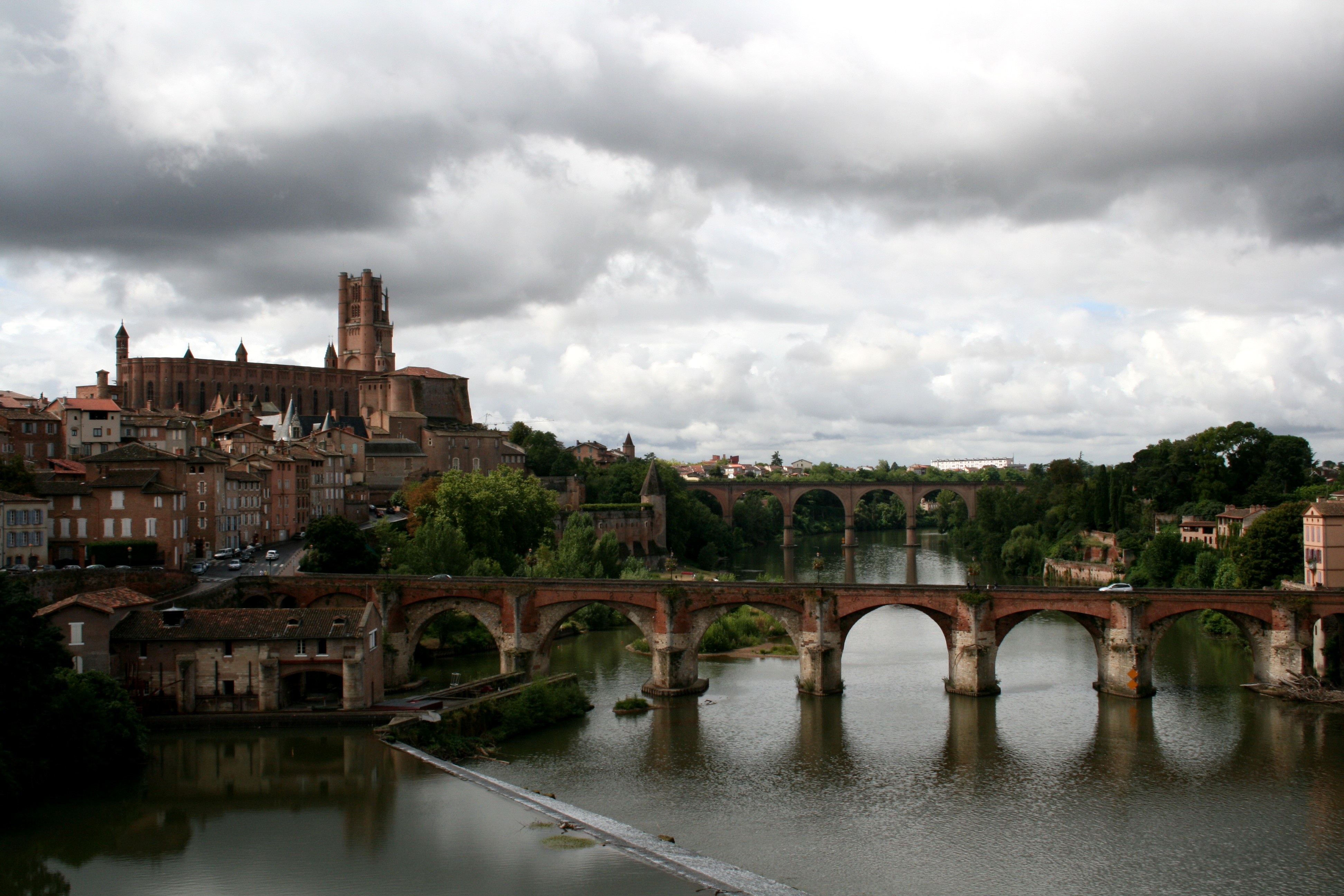
アルビ